# Юсуф ибн Абу-с-Садж
Юсуф ибн-Абу-с-Садж, известный также под именем Абу-л-Касим (ум. 928, Эль-Куфа) — аббасидский эмир Иранского Азербайджана (с 901 по 919 и с 922 по 926 гг.) из династии Саджидов.

## Биография

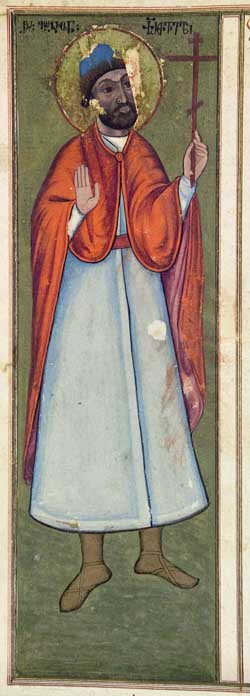
Мученик Гоброн, пострадавший в 914 году от арабов в крепости Квели. Миниатюра XVIII века

Юсуф — второй сын Абу-с-Саджа Дивдада (ум. 879), одного из выдающихся иранских военачальников и основоположник государства Саджидов (ум. 901).
В 884 году Юсуф был назначен наместником (вали) Мекки.
Брат Юсуфа, Мухаммад занимал важное положение при дворе халифа аль-Мутамида (844—892). В 889 году халиф отправил Мухаммада наместником в Иранский Азербайджан. Когда Мухаммад прибыл туда, против него выступил владетель Мараги (Мераге) Абдаллах ибн ал-Хусайн ал-Хамадани, однако он был разбит и укрылся в Мараге, которую Мухаммад смог взять только после долгой осады в 892 году. Мухаммад помог наследнику халифа аль-Мутамиду (892—902). Во время беспорядков и смуты, возникших в Багдаде после смерти халифа аль-Мутамида в 892 году, Мухаммад усмирил восставшие против наследника престола войсковые части и бедуинов. Халиф в 898 году назначил Афшина правителем иранского Азербайджана, Армении и других областей и наградил его почетной одеждой. Мухаммад получил титул «Афшин».
После смерти Афшина в 901 году совет военачальников назначили вместо него его сына Дивдада. Через некоторое время его дядя Юсуф собрал своих приверженцев и в июле-августе 901 года напал на сторонников Дивдада, разбил их и овладел регионом. Войска Афшина присягнули Юсуфу, и он стал правителем Иранского Азербайджана.
Юсуф был утвержден в должности наместника халифа в Иранском Азербайджане в 901 году. Обеспокоившись усилением армянского государства, халиф, опираясь на Юсуфа, начал планомерную борьбу за подчинение Армении. Саджиды вели себя как вассалы, а не как ставленники халифа, но вначале старались поддерживать традиции халифата. Юсуф попытался восстановить твёрдую власть халифов в Армении и на остальной части Закавказья, которая ослабла с приходом Аббасидов. Начало упадка началось при багдадском халифе Аль-Мутаваккиле (847—861). Внимание халифа было поглощено войной с Византией, влияние центрального правительства в Закавказье ослабело. В 859 году Мухаммад ибн-Халид из династии Мазьядидов построил город Гянджа, что стало началом самоопределения местных правителей. В 869 году в аль-Бабе (Дербенте) к власти пришли Хашимиты. В 917 году Юсуф восстановил стены аль-Баба. После смерти Юсуфа Мазьядиды и Хашимиты стали по факту независимыми.
В 907 году эмир Юсуф вступил в Закавказье. Эмир Юсуф воспользовался конфликтом армянских князей Багратидов и Арцруни и у него получилось перетянуть Арцруни на свою сторону. В 908 году он от имени халифа назначил Гагика Арцруни «царём Армении» в противовес Смбату I и Гагик Арцруни вступил на престол Васпураканского царства. Против Смбата I были настроены и прочие князья. Таким было положение в Армении, когда эмир Юсуф со своим войском вошёл в Армению. Согласно Ованесу Драсханакертци, армянское войско потерпело поражение в 910 году в битве при Дзкнавачаре, в области Ниг, по причине предательства со стороны утийцев.
В 912 году Юсуф вторгся в провинцию Шида-Картли, которая входила в состав Абхазского царства и куда бежал армянский царь Смбат I. Абхазский царь Константин III не оказал сопротивления. Согласно «Матиане Картлиса» из сборника «Картлис цховреба» «до его вступления разрушили крепостные стены Уплисцихе, дабы враг не смог укрепиться». Однако Юсуф не смог долго удерживать Картли и двинулся дальше на юго-запад.
В 914 году эмир Юсуф осадил крепость Квели (ныне — село Кол в районе Пософ). В крепости собралось большое число дворян и знати и она оказала отчаянное сопротивление. Защитниками крепости руководил Гоброн. Осада длилась 28 дней. Гоброн и 133 воина попали в плен и были казнены. Впоследствии все 133 воина во главе с Гоброном были причислены к лику мучеников Грузинской православной церкви. Память мучеников празднуется Грузинской православной церковью 17 ноября.
Смбат I со своим маленьким отрядом закрылся в Капуйт («Синей крепости») в Армении, но после долгой блокады он был вынужден сдаться, в частности потому, что прочие армянские князья оставили его. Отказавшись дать приказ сдаться защитникам крепости Ернджак, в 914 году по приказу Юсуфа Смбат был обезглавлен перед крепостью, а его тело было распято на кресте в Двине.
После смерти Смбата I Ашот II Железный принял Армянское царство. Вместе со своим братом Абасом Багратуни Ашот возглавил борьбу против Юсуфа. Арабы к тому времени заняли большую часть Армении, разоряли страну. За проявленное в боях мужество Ашот получил прозвище «Еркат» — «Железный». Начиная с 915 года, действуя с переменным успехом, Ашот освободил от арабов Багреванд, Ширак, Гугарк, Агстевскую долину. Помимо внешних угроз, приходилось также бороться с центробежными силами внутри страны. В 921 году войска Ашота Ерката одержали победу в Севанской битве, после чего арабы были изгнаны из большей части страны. В 922 году халиф вынужден был признать Ашота властителем Армении.
После смерти Юсуфа эмиром Иранского Азербайджана стал племянник Юсуфа Абу-л-Мусафир аль-Фатх.